# コンフィデンスアワード・ドラマ賞
コンフィデンスアワード・ドラマ賞（コンフィデンスアワードドラマしょう）は、日本のテレビドラマに関する賞である。オリコンのグループ会社で、出版事業を手がけるオリコン・エンタテインメントが発行する週刊エンタテインメントビジネス誌『コンフィデンス』が主催する。シーズン毎に審査が行われるため、年4回開催となっている。

## 沿革
主な国内ドラマを対象として、2015年に設立された。ドラマに関連する有識者とマスコミのドラマ・テレビ担当記者から成る20人の審査員の投票と、「オリコンドラマバリュー」の視聴者満足度調査結果を集計、受賞作を決定する。
2017年、「年間大賞」が設けられる。
5年目を迎える2019年7月期の第17回から、プロデュースや演出、脚本、音楽など総合力が高いドラマが増加し評価されている傾向を鑑みてより作品にフォーカスする形へとリニューアルされ、「作品賞」にかわって「最優秀作品賞（1作）」「優秀作品賞（2作）」が新設される。

## 部門賞
以下の部門賞が設けられている。

### 第1回 - 第16回
- 作品賞
- 主演男優賞
- 主演女優賞
- 助演男優賞
- 助演女優賞
- 脚本賞
- 新人賞

### 第17回 -
- 最優秀作品賞
- 優秀作品賞
- 主演男優賞
- 主演女優賞
- 助演男優賞
- 助演女優賞
- 新人賞

## 受賞結果
| - 放送クール - 対象の時期に放送が終了したドラマが対象となる。 - 放送局の略称は以下の通り。 NHK：日本放送協会 NTV：日本テレビ放送網 EX：テレビ朝日 TBS：TBSテレビ TX：テレビ東京 CX：フジテレビジョン |

### 歴代受賞結果
| 回 | 放送クール    | 賞           | 受賞作品・受賞者                                               | 注     |
| -- | ------------- | ------------ | -------------------------------------------------------------- | ------ |
| 1  | 2015年7-9月   | 作品賞       | 『民王』 EX系                                                  | [ 3 ]  |
| 1  | 2015年7-9月   | 主演男優賞   | 遠藤憲一(『民王』 EX系)                                        | [ 3 ]  |
| 1  | 2015年7-9月   | 主演男優賞   | 菅田将暉(『民王』 EX系)                                        | [ 3 ]  |
| 1  | 2015年7-9月   | 主演女優賞   | 北川景子(『探偵の探偵』 CX系)                                  | [ 3 ]  |
| 1  | 2015年7-9月   | 助演男優賞   | 高橋一生(『民王』 EX系)                                        | [ 3 ]  |
| 1  | 2015年7-9月   | 助演女優賞   | 満島ひかり(『ど根性ガエル』 NTV系)                             | [ 3 ]  |
| 1  | 2015年7-9月   | 脚本賞       | 西荻弓絵(『民王』 EX系)                                        | [ 3 ]  |
| 1  | 2015年7-9月   | 新人賞       | 芳根京子(『表参道高校合唱部!』 TBS系)                          | [ 3 ]  |
| 2  | 2015年10-12月 | 作品賞       | 『下町ロケット』 TBS系                                         | [ 4 ]  |
| 2  | 2015年10-12月 | 主演男優賞   | 濱田岳(『釣りバカ日誌〜新入社員 浜崎伝助〜』 TX系)             | [ 4 ]  |
| 2  | 2015年10-12月 | 主演女優賞   | 新垣結衣(『掟上今日子の備忘録』 NTV系)                         | [ 4 ]  |
| 2  | 2015年10-12月 | 助演男優賞   | 滝藤賢一(『破裂』 NHK総合)                                     | [ 4 ]  |
| 2  | 2015年10-12月 | 助演女優賞   | 菜々緒(『サイレーン 刑事×彼女×完全悪女』 CX系)                 | [ 4 ]  |
| 2  | 2015年10-12月 | 脚本賞       | 石井裕也・登米裕一(『おかしの家』 TBS系)                       | [ 4 ]  |
| 2  | 2015年10-12月 | 新人賞       | 浜辺美波(『無痛〜診える眼〜』 CX系)                            | [ 4 ]  |
| 3  | 2016年1-3月   | 作品賞       | 『いつかこの恋を思い出してきっと泣いてしまう』 CX系            | [ 5 ]  |
| 3  | 2016年1-3月   | 主演男優賞   | 長瀬智也(『フラジャイル』 CX系)                                | [ 5 ]  |
| 3  | 2016年1-3月   | 主演女優賞   | －                                                             | [ 5 ]  |
| 3  | 2016年1-3月   | 助演男優賞   | 佐藤隆太(『ナオミとカナコ』 CX系)                              | [ 5 ]  |
| 3  | 2016年1-3月   | 助演女優賞   | 仲里依紗(『逃げる女』 NHK総合)                                 | [ 5 ]  |
| 3  | 2016年1-3月   | 脚本賞       | 坂元裕二(『いつかこの恋を思い出してきっと泣いてしまう』 CX系)  | [ 5 ]  |
| 3  | 2016年1-3月   | 新人賞       | 西島隆弘(『いつかこの恋を思い出してきっと泣いてしまう』 CX系)  | [ 5 ]  |
| 4  | 2016年4-6月   | 作品賞       | 『重版出来!』 TBS系                                            | [ 6 ]  |
| 4  | 2016年4-6月   | 主演男優賞   | 岡田将生(『ゆとりですがなにか』 NTV系)                         | [ 6 ]  |
| 4  | 2016年4-6月   | 主演女優賞   | 満島ひかり(『トットてれび』 NHK総合)                           | [ 6 ]  |
| 4  | 2016年4-6月   | 助演男優賞   | 柳楽優弥(『ゆとりですがなにか』 NTV系)                         | [ 6 ]  |
| 4  | 2016年4-6月   | 助演女優賞   | 木村佳乃(『僕のヤバイ妻』 CX系)                                | [ 6 ]  |
| 4  | 2016年4-6月   | 脚本賞       | 宮藤官九郎(『ゆとりですがなにか』 NTV系)                       | [ 6 ]  |
| 4  | 2016年4-6月   | 新人賞       | 藤原さくら(『ラヴソング』 CX系)                                | [ 6 ]  |
| 5  | 2016年7-9月   | 作品賞       | 『家売るオンナ』 NTV系                                         | [ 7 ]  |
| 5  | 2016年7-9月   | 主演男優賞   | 三上博史(『遺産相続弁護士 柿崎真一』 NTV系)                    | [ 7 ]  |
| 5  | 2016年7-9月   | 主演女優賞   | 波瑠(『ON 異常犯罪捜査官・藤堂比奈子』 CX系)                   | [ 7 ]  |
| 5  | 2016年7-9月   | 助演男優賞   | 山内圭哉(『HOPE〜期待ゼロの新入社員〜』 CX系)                  | [ 7 ]  |
| 5  | 2016年7-9月   | 助演女優賞   | 木南晴夏(『せいせいするほど、愛してる』 TBS系)                 | [ 7 ]  |
| 5  | 2016年7-9月   | 脚本賞       | 遊川和彦(『はじめまして、愛しています。』 EX系)                | [ 7 ]  |
| 5  | 2016年7-9月   | 新人賞       | 石井杏奈(『仰げば尊し』 TBS系)                                 | [ 7 ]  |
| 6  | 2016年10-12月 | 作品賞       | 『逃げるは恥だが役に立つ』 TBS系                               | [ 8 ]  |
| 6  | 2016年10-12月 | 主演男優賞   | 松岡昌宏(『家政夫のミタゾノ』 EX系)                            | [ 8 ]  |
| 6  | 2016年10-12月 | 主演女優賞   | 新垣結衣(『逃げるは恥だが役に立つ』 TBS系)                     | [ 8 ]  |
| 6  | 2016年10-12月 | 助演男優賞   | 星野源(『逃げるは恥だが役に立つ』 TBS系)                       | [ 8 ]  |
| 6  | 2016年10-12月 | 助演女優賞   | 石田ゆり子(『逃げるは恥だが役に立つ』 TBS系)                   | [ 8 ]  |
| 6  | 2016年10-12月 | 脚本賞       | 野木亜紀子(『逃げるは恥だが役に立つ』 TBS系)                   | [ 8 ]  |
| 6  | 2016年10-12月 | 新人賞       | 大谷亮平(『逃げるは恥だが役に立つ』 TBS系)                     | [ 8 ]  |
| 7  | 2017年1-3月   | 作品賞       | 『カルテット』 TBS系                                           | [ 9 ]  |
| 7  | 2017年1-3月   | 主演男優賞   | 草彅剛(『嘘の戦争』 CX系)                                      | [ 9 ]  |
| 7  | 2017年1-3月   | 主演女優賞   | 松たか子(『カルテット』 TBS系)                                 | [ 9 ]  |
| 7  | 2017年1-3月   | 助演男優賞   | 高橋一生(『カルテット』 TBS系)                                 | [ 9 ]  |
| 7  | 2017年1-3月   | 助演女優賞   | 斉藤由貴(『お母さん、娘をやめていいですか?』 NHK総合)          | [ 9 ]  |
| 7  | 2017年1-3月   | 脚本賞       | 坂元裕二(『カルテット』 TBS系)                                 | [ 9 ]  |
| 7  | 2017年1-3月   | 新人賞       | 吉岡里帆(『カルテット』 TBS系)                                 | [ 9 ]  |
| 8  | 2017年4-6月   | 作品賞       | 『リバース』 TBS系                                             | [ 10 ] |
| 8  | 2017年4-6月   | 主演男優賞   | 小栗旬(『CRISIS 公安機動捜査隊特捜班』 CX系)                   | [ 10 ] |
| 8  | 2017年4-6月   | 主演女優賞   | 多部未華子(『ツバキ文具店〜鎌倉代書屋物語〜』 NHK総合)         | [ 10 ] |
| 8  | 2017年4-6月   | 助演男優賞   | 東出昌大(『あなたのことはそれほど』 TBS系)                     | [ 10 ] |
| 8  | 2017年4-6月   | 助演女優賞   | 小池栄子(『母になる』 NTV系)                                   | [ 10 ] |
| 8  | 2017年4-6月   | 脚本賞       | 奥寺佐渡子・清水友佳子(『リバース』 TBS系)                     | [ 10 ] |
| 8  | 2017年4-6月   | 新人賞       | 新木優子(『CRISIS 公安機動捜査隊特捜班』 CX系)                 | [ 10 ] |
| 9  | 2017年7-9月   | 作品賞       | 『ひよっこ』 NHK                                               | [ 11 ] |
| 9  | 2017年7-9月   | 主演男優賞   | 石坂浩二(『やすらぎの郷』 EX系)                                | [ 11 ] |
| 9  | 2017年7-9月   | 主演女優賞   | 高畑充希(『過保護のカホコ』 NTV系)                             | [ 11 ] |
| 9  | 2017年7-9月   | 助演男優賞   | 竹内涼真(『過保護のカホコ』 NTV系)                             | [ 11 ] |
| 9  | 2017年7-9月   | 助演女優賞   | 和久井映見(『ひよっこ』 NHK)                                   | [ 11 ] |
| 9  | 2017年7-9月   | 脚本賞       | 岡田惠和(『ひよっこ』 NHK)                                     | [ 11 ] |
| 9  | 2017年7-9月   | 新人賞       | 永野芽郁(『僕たちがやりました』 CX系)                          | [ 11 ] |
| 10 | 2017年10-12月 | 作品賞       | 『刑事ゆがみ』 CX系                                            | [ 12 ] |
| 10 | 2017年10-12月 | 主演男優賞   | 浅野忠信(『刑事ゆがみ』 CX系)                                  | [ 12 ] |
| 10 | 2017年10-12月 | 主演女優賞   | 綾瀬はるか(『奥様は、取り扱い注意』 NTV系)                     | [ 12 ] |
| 10 | 2017年10-12月 | 助演男優賞   | 神木隆之介(『刑事ゆがみ』 CX系)                                | [ 12 ] |
| 10 | 2017年10-12月 | 助演女優賞   | 手塚理美(『明日の約束』 CX系)                                  | [ 12 ] |
| 10 | 2017年10-12月 | 脚本賞       | 福田靖(『先に生まれただけの僕』 NTV系)                         | [ 12 ] |
| 10 | 2017年10-12月 | 新人賞       | 佐久間由衣(『明日の約束』 CX系)                                | [ 12 ] |
| 11 | 2018年1-3月   | 作品賞       | 『アンナチュラル』 TBS系                                       | [ 13 ] |
| 11 | 2018年1-3月   | 主演男優賞   | 志尊淳(『女子的生活』 NHK総合)                                 | [ 13 ] |
| 11 | 2018年1-3月   | 主演女優賞   | 石原さとみ(『アンナチュラル』 TBS系)                           | [ 13 ] |
| 11 | 2018年1-3月   | 助演男優賞   | 井浦新(『アンナチュラル』 TBS系)                               | [ 13 ] |
| 11 | 2018年1-3月   | 助演女優賞   | 田中裕子(『anone』 NTV系)                                      | [ 13 ] |
| 11 | 2018年1-3月   | 脚本賞       | 野木亜紀子(『アンナチュラル』 TBS系)                           | [ 13 ] |
| 11 | 2018年1-3月   | 新人賞       | 清水尋也(『anone』 NTV系)                                      | [ 13 ] |
| 12 | 2018年4-6月   | 作品賞       | 『おっさんずラブ』 EX系                                        | [ 14 ] |
| 12 | 2018年4-6月   | 主演男優賞   | ディーン・フジオカ(『モンテ・クリスト伯 -華麗なる復讐-』 CX系) | [ 14 ] |
| 12 | 2018年4-6月   | 主演女優賞   | 長澤まさみ(『コンフィデンスマンJP』 CX系)                      | [ 14 ] |
| 12 | 2018年4-6月   | 助演男優賞   | 吉田鋼太郎(『おっさんずラブ』 EX系)                            | [ 14 ] |
| 12 | 2018年4-6月   | 助演女優賞   | 木村多江(『あなたには帰る家がある』 TBS系)                     | [ 14 ] |
| 12 | 2018年4-6月   | 脚本賞       | 古沢良太(『コンフィデンスマンJP』 CX系)                        | [ 14 ] |
| 12 | 2018年4-6月   | 新人賞       | 趣里(『ブラックペアン』 TBS系)                                 | [ 14 ] |
| 13 | 2018年7-9月   | 作品賞       | 『義母と娘のブルース』 TBS系                                   | [ 15 ] |
| 13 | 2018年7-9月   | 主演男優賞   | 山田孝之(『dele』 EX系)                                        | [ 15 ] |
| 13 | 2018年7-9月   | 主演男優賞   | 菅田将暉(『dele』 EX系)                                        | [ 15 ] |
| 13 | 2018年7-9月   | 主演女優賞   | 永野芽郁(『半分、青い。』 NHK系)                               | [ 15 ] |
| 13 | 2018年7-9月   | 助演男優賞   | 佐藤健(『半分、青い。』 NHK系/『義母と娘のブルース』 TBS系)    | [ 15 ] |
| 13 | 2018年7-9月   | 助演女優賞   | 芳根京子(『高嶺の花』 NTV系)                                   | [ 15 ] |
| 13 | 2018年7-9月   | 脚本賞       | 安達奈緒子(『透明なゆりかご』 NHK総合)                         | [ 15 ] |
| 13 | 2018年7-9月   | 新人賞       | 清原果耶(『透明なゆりかご』 NHK総合)                           | [ 15 ] |
| 14 | 2018年10-12月 | 作品賞       | 『今日から俺は!!』 NTV系                                       | [ 16 ] |
| 14 | 2018年10-12月 | 主演男優賞   | 岡田将生(『昭和元禄落語心中』 NHK総合)                         | [ 16 ] |
| 14 | 2018年10-12月 | 主演女優賞   | 戸田恵梨香(『大恋愛〜僕を忘れる君と』 TBS系)                   | [ 16 ] |
| 14 | 2018年10-12月 | 助演男優賞   | 山崎育三郎(『昭和元禄落語心中』 NHK総合)                       | [ 16 ] |
| 14 | 2018年10-12月 | 助演女優賞   | 黒木華(『獣になれない私たち』 NTV系)                           | [ 16 ] |
| 14 | 2018年10-12月 | 脚本賞       | 大石静(『大恋愛〜僕を忘れる君と』 TBS系)                       | [ 16 ] |
| 14 | 2018年10-12月 | 新人賞       | 磯村勇斗(『今日から俺は!!』 NTV系)                             | [ 16 ] |
| 15 | 2019年1-3月   | 作品賞       | 『トクサツガガガ』 NHK総合                                     | [ 17 ] |
| 15 | 2019年1-3月   | 主演男優賞   | 光石研(『デザイナー 渋井直人の休日』 TX系)                     | [ 17 ] |
| 15 | 2019年1-3月   | 主演女優賞   | 常盤貴子(『グッドワイフ』 TBS系)                               | [ 17 ] |
| 15 | 2019年1-3月   | 助演男優賞   | 松尾スズキ(『フルーツ宅配便』 TX系)                            | [ 17 ] |
| 15 | 2019年1-3月   | 助演女優賞   | 松坂慶子(『まんぷく』 NHK系)                                   | [ 17 ] |
| 15 | 2019年1-3月   | 脚本賞       | 武藤将吾(『3年A組-今から皆さんは、人質です-』 NTV系)           | [ 17 ] |
| 15 | 2019年1-3月   | 新人賞       | 白石聖(『絶対正義』 CX系)                                      | [ 17 ] |
| 16 | 2019年4-6月   | 作品賞       | 『きのう何食べた?』TX系                                        | [ 18 ] |
| 16 | 2019年4-6月   | 主演男優賞   | 西島秀俊(『きのう何食べた?』 TX系)                             | [ 18 ] |
| 16 | 2019年4-6月   | 主演男優賞   | 内野聖陽(『きのう何食べた?』 TX系)                             | [ 18 ] |
| 16 | 2019年4-6月   | 主演女優賞   | 吉高由里子(『わたし、定時で帰ります。』 TBS系)                 | [ 18 ] |
| 16 | 2019年4-6月   | 助演男優賞   | 向井理(『わたし、定時で帰ります。』 TBS系)                     | [ 18 ] |
| 16 | 2019年4-6月   | 助演女優賞   | 藤野涼子(『腐女子、うっかりゲイに告る』 NHK総合)               | [ 18 ] |
| 16 | 2019年4-6月   | 脚本賞       | 三浦直之(『腐女子、うっかりゲイに告る』 NHK総合)               | [ 18 ] |
| 16 | 2019年4-6月   | 新人賞       | 金子大地(『腐女子、うっかりゲイに告る』 NHK総合)               | [ 18 ] |
| 17 | 2019年7-9月   | 最優秀作品賞 | 『凪のお暇』 TBS系                                             | [ 2 ]  |
| 17 | 2019年7-9月   | 優秀作品賞   | 『だから私は推しました 』 NHK総合                              | [ 2 ]  |
| 17 | 2019年7-9月   | 優秀作品賞   | 『監察医 朝顔』 CX系                                           | [ 2 ]  |
| 17 | 2019年7-9月   | 主演男優賞   | 大泉洋（『ノーサイド・ゲーム』 TBS系）                         | [ 2 ]  |
| 17 | 2019年7-9月   | 主演女優賞   | 上野樹里（『監察医 朝顔』 CX系）                               | [ 2 ]  |
| 17 | 2019年7-9月   | 助演男優賞   | 中村倫也（『凪のお暇』 TBS系）                                 | [ 2 ]  |
| 17 | 2019年7-9月   | 助演女優賞   | 三田佳子（『凪のお暇』 TBS系）                                 | [ 2 ]  |
| 17 | 2019年7-9月   | 新人賞       | 重岡大毅（『これは経費で落ちません!』 NHK総合）                | [ 2 ]  |

### 年間大賞
| 放送年 | 賞           | 受賞作品・受賞者                                                                                            | 注     |
| ------ | ------------ | --- | ------ |
| 2016年 | 作品賞       | 『逃げるは恥だが役に立つ』 TBS系                                                                            | [ 19 ] |
| 2016年 | 主演男優賞   | 山田孝之(『闇金ウシジマくん』 TBS系/『勇者ヨシヒコと導かれし七人』TX系)                                     | [ 19 ] |
| 2016年 | 主演女優賞   | 満島ひかり(『トットてれび』 NHK総合)                                                                        | [ 19 ] |
| 2016年 | 助演男優賞   | 草刈正雄(『真田丸』 NHK)                                                                                    | [ 19 ] |
| 2016年 | 助演女優賞   | 石田ゆり子(『逃げるは恥だが役に立つ』 TBS系)                                                                | [ 19 ] |
| 2016年 | 脚本賞       | 野木亜紀子(重版出来! TBS系/『逃げるは恥だが役に立つ (テレビドラマ)逃げるは恥だが役に立つ』 TBS系)           | [ 19 ] |
| 2016年 | 新人賞       | ディーン・フジオカ(『あさが来た』 NHK/『ダメな私に恋してください』 TBS系/『IQ246〜華麗なる事件簿〜』 TBS系) | [ 19 ] |
| 2016年 | 審査員特別賞 | 岡田将生・松坂桃李・柳楽優弥(ゆとりですがなにか NTV系)                                                      | [ 19 ] |
| 2017年 | 作品賞       | 『カルテット』 TBS系                                                                                        | [ 20 ] |
| 2017年 | 主演男優賞   | 浅野忠信(『刑事ゆがみ』 CX系)                                                                               | [ 20 ] |
| 2017年 | 主演女優賞   | 松たか子(『カルテット』 TBS系)                                                                              | [ 20 ] |
| 2017年 | 助演男優賞   | 高橋一生(『カルテット』 TBS系/『おんな城主 直虎』 NHK)                                                      | [ 20 ] |
| 2017年 | 助演女優賞   | 和久井映見(『ひよっこ』 NHK)                                                                                | [ 20 ] |
| 2017年 | 脚本賞       | 坂元裕二(『カルテット』 TBS系)                                                                              | [ 20 ] |
| 2017年 | 新人賞       | 吉岡里帆(『カルテット』 TBS系)                                                                              | [ 20 ] |
| 2018年 | 作品賞       | 『おっさんずラブ』 EX系                                                                                     | [ 21 ] |
| 2018年 | 主演男優賞   | 山田孝之(『dele』 EX系)                                                                                     | [ 21 ] |
| 2018年 | 主演男優賞   | 菅田将暉(『dele』 EX系)                                                                                     | [ 21 ] |
| 2018年 | 主演女優賞   | 石原さとみ(『アンナチュラル』 TBS系)                                                                        | [ 21 ] |
| 2018年 | 助演男優賞   | 佐藤健(『半分、青い。』 NHK系/『義母と娘のブルース』 TBS系)                                                 | [ 21 ] |
| 2018年 | 助演女優賞   | 田中裕子(『anone』 NTV系)                                                                                   | [ 21 ] |
| 2018年 | 脚本賞       | 野木亜紀子(『アンナチュラル』 TBS系)                                                                        | [ 21 ] |
| 2018年 | 新人賞       | 清原果耶(『透明なゆりかご』 NHK総合系)                                                                      | [ 21 ] |

## 審査員

### 個人審査員
- 岡室美奈子（早稲田大学演劇博物館館長・早稲田大学文学学術院教授）
- 影山貴彦（同志社女子大学情報メディア学科教授）
- 境真良（国際大学GLOCOM客員研究員）
- 小杉文彦（番組マーケティングプロデューサー）
- 堀井憲一郎（コラムニスト）
- 宮地謙典（ニブンノゴ!）（よしもとドラマ部）
- 佐藤智恵（作家／コンサルタント）
- 井上テテ（脚本家）
- 吉田潮（ライター）
- 木村隆志（ドラマ解説者）

### マスコミ審査員
- 星賀亨弘（朝日新聞文化くらし報道部記者）
- 三品貴志（産経新聞文化部記者）
- 赤塚佳彦（日本経済新聞文化部記者）
- 北林靖彦（毎日新聞社学芸部編集委員）
- 田中誠（読売新聞文化部記者）※第1回
- 笹島拓哉（読売新聞文化部記者）※第2回
- 大塚美奈（サンケイスポーツ文化報道部記者）
- 牧元一（スポーツニッポン文化社会部専門委員）
- 有野博幸（スポーツ報知文化社会部記者）
- 梅田恵子（日刊スポーツデジタル編集部記者）
- 佐竹慎一（共同通信文化部記者）
- 椎葉克宏（oricon ME『コンフィデンス』編集長）